# Pleșkani, Zolotonoșa
Pleșkani (în ucraineană Плешкані) este o comună în raionul Zolotonoșa, regiunea Cerkasî, Ucraina, formată numai din satul de reședință. În secolul al XIX-lea, satul făcea parte din volostul Helmeaziv, uezdul Zolotonoșa.

## Demografie
Componența lingvistică a comunei Pleșkani
     Ucraineană (98,62%)
     Rusă (1,38%)
Conform recensământului din 2001, majoritatea populației comunei Pleșkani era vorbitoare de ucraineană (98,62%), existând în minoritate și vorbitori de rusă (1,38%).